# Свобода
Вижте пояснителната страница за други значения на Свобода.
Свобода (на латински: libertas) е способността на съзнанието да мисли и действа в съответствие с волята на самия човек, но във връзка с по-висши закони и порядък. Това е способността човек да действа безпрепятствено и без ограничения според своите желания.
Във философията идеята за свобода включва свободната воля, която контрастира с детерминизма. В политиката свобода е свободата от правителствена принуда. В теологията свобода е свободата от робството на греха.
В известен смисъл думата свобода е синоним на „право“. Така например свободата на изразяване или свободата на словото е една от най-важните граждански свободи. В Декларацията за правата на човека и гражданина свободата се определя като възможност човек да прави това, което не нанася вреда или щета на друг човек.

## Философия
Философите от най-древни времена са разглеждали въпроса за свободата. Римският император Марк Аврелий (121 – 180 г.) пише за „система за управление, където съществува един и същи закон за всички, една форма на управление, в която се прилагат равни човешки права и свободи в словото, както и идеята за царско правителство, което зачита в пълнота свободите на управляваните граждани“.

## Политика
Свободата в политическата философия обозначава състоянието, в което индивидите са способни да действат според тяхната собствена воля.

Теченията на политическата философия, които се коренят в индивидуализма и социализма имат различно определяне за свобода: индивидуалистките и либерални концепции за свободата са свързани с идеята за индивидуалната свобода, независима от външен натиск и принуда, социалистическите концепции, от своя страна, се отнасят към свободата като равносилно разпределение на сила, твърдейки, че свобода без равенство означава господство на привилегированите.
| „              | Свободата без равенство е болна илюзия (...) Равенството без свобода е държавен деспотизъм. | “ |
| Михаил Бакунин |                                                                                             |   |

Джон Стюарт Мил в своя труд За свободата първи е оценил разликата между свободата като възможност за действие и свободата като липса на ограничение. В своето произведение Две концепции върху свободата, Исая Бърлин формално формулира разликата между тези две перспективи като разлика между две различни концепции за свобода: „позитивна свобода“ и „негативна свобода“. Втората обозначава негативно състояние, в което индивида е предпазен от тирания и случайната проява на авторитет, докато първата имплицира правото на упражняване на граждански права.
Алексис дьо Токвил в своя труд Демокрацията в Америка е първият, който изковава термина „мека тирания“ и „взаимна свобода“. Също така Мил предлага вникване в идеята за меката тирания и взаимната свобода с неговия принцип за вредата.
Като цяло е важно тези концепции да бъдат разбрани, когато се дискутира свободата, понеже те представляват малки части от много по-големия „пъзел“, който е идеята за свободата. Във философски смисъл моралът трябва да замести тиранията във всяка легитимна форма на управление. В противен случай хората ще бъдат оставени в социалната система вкоренени в назадничавостта, безредието и регреса.

## Други
На свободата са наречени улица „Свобода“ в квартал „Орландовци“ (Карта) и улица „Свободна“ в кварталите „Военна рампа“, „Лев Толстой“ и „Надежда II“ (Карта) в София.